# محمد ولد أحمد يورة
أمْحمد ولد أحمد يورة ولد محمذن ولد أحمد ولد محمد العاقل هو عالم وفقيه وشاعر موريتاني (إبير التورس 1845 م – الميمون 1925 م)  وأمه منانة منت والد.

## حياته
ولد في جنوب موريتانيا في منطقة إگيدي درس القرآن مبكرا والفقه واللغة على أعمامه ببهاه وسيد لمين والمختار (التاه) وكذلك على العالم الكبير محمذن ولد بوبكر، عاش ولد أحمد يورة في بيئة مواتية للظهور فهو يأوي من أسرة أهل العاقل المشهورة في منطقة الترارزة إلى ركن شديد وهي مدرسة شؤون ثرية وينتمي إلى قبيلة أهل المختار أگد عثمان، بالإضافة إلى أنه عالم ونسابة فقد طغى شعره على كل ذلك ويشتهر بين الناس بشعره الفصيح والشعبي وبنمط آخر من الشعر وهوالمسمي عن الموريتانيين بأزريكة وهو خلط بين الفصحي واللهجات الشعبية خاصة الحسانية والولفية، كانت له علاقات قوية بأمراء الترارزة في الجنوب الموريتاني، في حاضرة حكمهم المذرذرة حيث عاصر ثمانية أمراء منهم ابتداء بالأمير العادل محمد لحبيب وبسافر إلى السينغال لغرض التجارة وأقام في مدينة أندر وكوَّن علاقات قوية مع الجالية السورية واللبنانية هناك.
من تلامذته أبنه أحمدباب ولد أحمديورة وأبنا عمه سيدي ولد مختارأم ومحمذ ولد محمدفال.

## شعره
له ديوان يحتوي على شعره الفصيح وهو مطبوع ومتداول في موريتانيا قام الباحث أمد بن سيد محمد 1983 بتحقيقه كما قام الباحث بدن ولد سيدي بتحقيق ديوانه للشعر الشعبي.

### شعره الفصيح
يقول الباحث الموريتاني عبدالله ولد همت عن صاحب الترجمة تميز شعر امحمد ولد أحمد يوره بسهولة المأخذ وطلاوة اللفظ وحلاوة الأجراس والبعد من التكلف، فكان شعره يجري على لسانه سهلا منقادا في عبارات متداولة ولبوس شعبي، يمتاح المعاني المختلفة من الثقافة المحلية فسهل شعره على حامليه، وتناول شعره كل الأغراض المعروفة من مدح ورثاء وغزل ونسيب..الخ، 
من أشهر مقطوعاته الشعرية القصيرة:
وله أيضا.
وله أيضاً: 
المدروم: اسم موضع
وله أيضا في رثاء والدته.

### شعر الزريگة
شرح الكلمات
| - سوخ : "كلامكَ" للمخاطَبِ ذكراً أو أنثى | - سرخ : الصدقة | - وخ : الكلام | - لتخ:لماذا | - إلخ : هو إختصار ألى آخره |

### شعره الشعبي
من شعره الشعبي

## مؤلفاته
إخبار الأحباربأخبار الآبار.
فرحةالصبي وتحفة الغبي.
مجموعة أنظام في الفقه واللغة والتفسير.
دوان شعر فصيح وشعبي.